# Møldrup (Mariagerfjord Kommune)
 For alternative betydninger, se Møldrup (flertydig). (Se også artikler, som begynder med Møldrup)
Møldrup er en lille bebyggelse i Himmerland. Bebyggelsen har ca. 30 indbyggere, byen ligger i Mariagerfjord Kommune og Region Nordjylland. Indtil kommunalreformen i 1970 lå den i Astrup sogn, Hindsted Herred, Aalborg amt.
Fra Møldrup er der 2 km til Astrup og 8 km til Skørping. Møldrup ligger lige ud til Rute 519 2 km fra Madum Sø. Mod syd ligger Villestrup Å, der flyder i øst-vestlig retning, og som får sit tilløb fra kilder langs ålavningen, heraf en ved Møldrup.
Møldrup er en gammel landsby. Ifølge matriklen 1682 havde byen 10 gårde, 6 huse med jord og 5 huse uden jord. Det samlede dyrkede land udgjorde 207,3 tdr. land, skyldsat til 29,56 tdr. htk. Driftsformen var græsmarksbrug med tægter.
I 1800-tallet var der en skole i Møldrup.
I 1960'erne anlagde kommunen en ny landevej Sekundærrute 519, som kom til at ligge vest for Møldrup. I dag er der ingen skole i Møldrup mere.
Der har i en årrække eksisteret en borgerforening i byen.